# 1905年至1906年英格蘭足總盃
1905/06球季英格蘭足總盃（英語：FA Cup），是第35屆英格蘭足總盃，今屆賽事的冠軍是愛華頓，他們在決賽以1:0擊敗紐卡素，奪得冠軍。本屆賽事繼續在水晶宮國家體育中心舉行。
愛華頓首次贏得足總盃冠軍，紐卡素連續兩年在決賽輸波。

## 外部連結
1. 英格蘭足總盃官網Archive-It的存檔，存档日期2012-04-24
2. 英格蘭足總盃 歷屆冠軍（页面存档备份，存于）